# Barira
Barira (Bayan ng Barira) är en kommun i Filippinerna. Kommunen ligger på ön Mindanao, och tillhör provinsen Maguindanao. Folkmängden uppgår till 18 296 invånare.
Barira är indelat i 14 barangayer.